# Clanis honei
Clanis honei är en fjärilsart som beskrevs av Clayton Dissinger Mell 1935. Clanis honei ingår i släktet Clanis och familjen svärmare. Inga underarter finns listade i Catalogue of Life.